# Dobrzelów (Bełchatów)
Dobrzelów (dawn. Dobrzelów Freitaga) – północne osiedle Bełchatowa w Polsce, w województwie łódzkim, w powiecie bełchatowskim. Rozpościera się w rejonie ulicy Nowej, przy granicy z Dobrzelowem.

## Historia
Dobrzelów Freitaga to dawniej część folwarku Dobrzelów, należącego od reformy gminnej w 1867 roku do gminy Bełchatówek w powiecie piotrkowskim w guberni piotrkowskiej. Od 1919 w woj. łódzkim. 
1 stycznia 1925 Dobrzelów Freitaga wyłączono wraz z Bełchatowem i innymi miejscowościami z gminy Bełchatówek i włączono do restytuowanego miasta Bełchatów.